# Palazzo De Maio
Palazzo De Maio è un edificio monumentale di Napoli ubicato in via Mezzocannone, nel quartiere Porto.
Il palazzo, risalente all'epoca rinascimentale, è sede di un cinema.
La facciata fu ricostruita durante l'allargamento della strada, ma l'originario aspetto architettonico è ancora visibile nel cortile dove si osservano i resti di una balaustra e di alcune finestre. L'aspetto volumetrico è stato danneggiato dal corpo aggiunto del cinema.
Altro ingresso è da vico San Geronimo.